# Shereesha Richards
Shereesha Nathesha Richards (Kingston, 25 gennaio 1993) è una cestista giamaicana.

## Carriera
Con la Giamaica ha disputato i Campionati centramericani del 2014.